# Cedar Hill (Texas)
Cedar Hill és una ciutat dels Estats Units a l'estat de Texas. Segons el cens del 2008 tenia 44.422 habitants.

## Demografia
Segons el cens del 2000, Cedar Hill tenia 32.093 habitants, 10.748 habitatges, i 8.738 famílies. La densitat de població era de 352,5 habitants/km².
Dels 10.748 habitatges en un 49,5% hi vivien nens de menys de 18 anys, en un 63,8% hi vivien parelles casades, en un 14,4% dones solteres, i en un 18,7% no eren unitats familiars. En el 15% dels habitatges hi vivien persones soles el 2,8% de les quals corresponia a persones de 65 anys o més que vivien soles. El nombre mitjà de persones vivint en cada habitatge era de 2,96 i el nombre mitjà de persones que vivien en cada família era de 3,3.
Per edats la població es repartia de la següent manera: un 32,6% tenia menys de 18 anys, un 7,7% entre 18 i 24, un 35,8% entre 25 i 44, un 19,2% de 45 a 60 i un 4,6% 65 anys o més.
L'edat mediana era de 32 anys. Per cada 100 dones de 18 o més anys hi havia 86,8 homes.
La renda mediana per habitatge era de 60.136$ i la renda mediana per família de 63.416$. Els homes tenien una renda mediana de 41.360$ mentre que les dones 32.207$. La renda per capita de la població era de 23.389$. Aproximadament el 4,2% de les famílies i el 5,5% de la població estaven per davall del llindar de pobresa.

## Poblacions més properes
El següent diagrama mostra les poblacions més properes.